# Gymnema lushaiense
Gymnema lushaiense är en oleanderväxtart som beskrevs av M.A. Rahman och C.C. Wilcock. Gymnema lushaiense ingår i släktet Gymnema och familjen oleanderväxter. Inga underarter finns listade i Catalogue of Life.